# Akademia
Akademia er en betegnelse for den akademiske verden, dvs. universitetsverdenen og omfatter både dennes forskning og uddannelse. Akademia er også navnet på formidlingen mellem opgaver og afhandlinger fra uddannelsesinstitutioner på den ene side og læsere på den anden